# Giro dei Paesi Baschi 1988
Il Giro dei Paesi Baschi 1988, ventottesima edizione della corsa, si svolse dal 4 all'8 aprile 1988 su un percorso di 852,8 km ripartiti in cinque tappe (l'ultima suddivisa in 2 semitappe). Fu vinto da Erik Breukink, davanti a Luc Suykerbuyk e Julián Gorospe.

## Tappe
| Tappa  | Data     | Percorso                              | km    | Vincitore di tappa     | Leader cl. generale    |
| ------ | -------- | ------------------------------------- | ----- | ---------------------- | ---------------------- |
| 1ª     | 4 aprile | Beasain > Beasain                     | 188   | Manuel Jorge Domínguez | Manuel Jorge Domínguez |
| 2ª     | 5 aprile | Beasain > Durango                     | 184   | Rolf Gölz              | Rolf Gölz              |
| 3ª     | 6 aprile | Durango > Ibardin                     | 154   | Luc Suykerbuyk         | Luc Suykerbuyk         |
| 4ª     | 7 aprile | Vera de Bidasoa > Salvatierra         | 194,5 | Sean Kelly             | Luc Suykerbuyk         |
| 5ª-1ª  | 8 aprile | Salvatierra > Zegama                  | 124   | Erik Breukink          | Luc Suykerbuyk         |
| 5ª-2ª  | 8 aprile | Zegama > Otsaurte (Cron. individuale) | 8,3   | Erik Breukink          | Erik Breukink          |
| Totale | Totale   | Totale                                | 852,8 |                        |                        |

## Classifiche finali

### Classifica generale
| Pos. | Corridore        | Squadra       | Tempo     |
| ---- | ---------------- | ------------- | --------- |
| 1    | Erik Breukink    | Panasonic     | 21h11'16" |
| 2    | Luc Suykerbuyk   | Zahor         | a 24"     |
| 3    | Julián Gorospe   | Reynolds      | a 26"     |
| 4    | Marino Lejarreta | CLAS-Cajastur | a 1'18"   |
| 5    | Álvaro Pino      | BH            | a 1'27"   |